# Monsieur
Monsieur (zkráceně M., v plurálu messieurs) je francouzské zdvořilé oslovení muže, resp. společenský neakademický titul, ekvivalent českého titulu "pan". 
V psané formě se často používá zkrácená podoba: M. Ve starší literatuře se můžeme setkat s podobou Mr . Objevuje se také zkrácená forma Mr, zde se ovšem jedná o nesprávnou podobu přejatou z angličtiny.

## Ženský ekvivalent
Ženským ekvivalentem pro oslovení vdané ženy (paní) je ve francouzštině madame (zkr. Mme., v pl. mesdames), pro slečnu pak mademoiselle (zkr. Mmselle., pl. mesdemoiselles)

## Původ oslovení
Monsieur bylo původně oslovení/označení příslušníků francouzských šlechtických resp. královského rodu, viz heslo monsieur (titul).